# Relaciones Estados Unidos-San Vicente y las Granadinas
Las relaciones Estados Unidos-San Vicente y las Granadinas son las relaciones diplomáticas entre Estados Unidos y San Vicente y las Granadinas.
Los Estados Unidos y San Vicente tienen relaciones bilaterales sólidas. Ambos gobiernos están preocupados por erradicar el cultivo de marihuana local y combatir el tráfico ilegal de drogas. En 1995, los Estados Unidos y San Vicente firmaron un acuerdo marítimo de Fuerza de seguridad. En 1996, el Gobierno de San Vicente y las Granadinas firmó un tratado de extradición con los Estados Unidos. En 1997, los dos países firmaron un tratado de asistencia jurídica mutua.
Los Estados Unidos apoyan los esfuerzos del Gobierno de San Vicente y las Granadinas para ampliar su base económica y proporcionar un nivel de vida más alto para sus ciudadanos. La asistencia de los Estados Unidos se canaliza principalmente a través de agencias multilaterales como el Banco Mundial. Los Estados Unidos tienen 10 Cuerpos de Paz voluntarios en San Vicente y las Granadinas, que trabajan en la educación primaria de alfabetización. El ejército de los Estados Unidos también brinda asistencia a través de proyectos de construcción y acción humanitaria.
Un número relativamente pequeño de estadounidenses, menos de 1.000, reside en las islas.
Los principales funcionarios de la Embajada de los Estados Unidos incluyen:
- Estados Unidos Embajador - Linda S. Taglialatela
- Jefe Adjunto de Misión — O.P. Garza
- Consejero político / económico: Ian Campbell
- Cónsul General — Clyde Howard Jr.
- Agregado Regional de Trabajo — Jake Aller
- Asuntos comerciales — Jake Aller
- Oficial de Asuntos Públicos — John Roberts
- Directora del Cuerpo de Paz — Kate Raftery

## Embajadas
Los Estados Unidos no tienen presencia oficial en San Vicente, a excepción de la oficina del Cuerpo de Paz. El Embajador y los oficiales de la embajada residen en Barbados y viajan con frecuencia a San Vicente.